# HD 213402
HD 213402，又名CP-79 1206，SAO 258049、HR 8577，是一颗恒星，视星等为6.15，位于銀經310.69，銀緯-36.22，其B1900.0坐标为赤經22h 25m 55.3s，赤緯-79° -36.22′ 12″。